# Oskar Mai
Oskar Mai (* 2. September 1892 in Annaberg; † Ende April 1945 in Radeberg) war ein Dresdner KPD-Funktionär und antifaschistischer Widerstandskämpfer.

## Leben

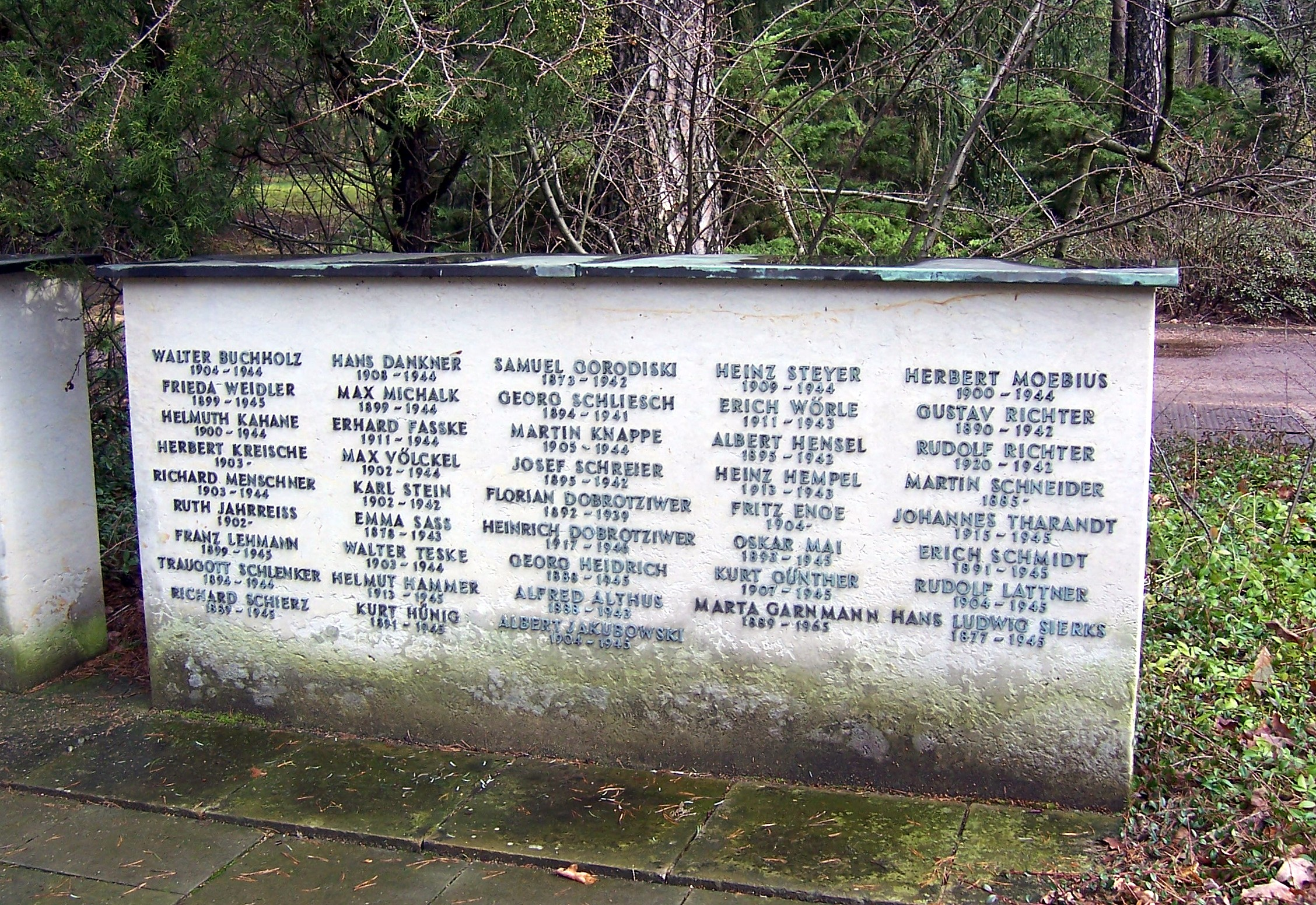
Symbolisches Grab von Oskar Mai auf dem Ehrenhain des Heidefriedhofs Dresden

Mit 15 Jahren schloss sich Oskar Mai dem sozialdemokratischen Verband der jungen Arbeiter und Arbeiterinnen Deutschlands an.
Auf seiner Wanderschaft kam er nach Dresden, wo er Arbeit als Rohrlegergehilfe fand. Er wurde zunächst Mitglied der SPD, dann der USPD und trat schließlich in die KPD ein. Wegen seiner aktiven politischen Tätigkeiten wurde er entlassen und arbeitete als KPD-Funktionär vor allem in Dresden-Naußlitz.
Er wurde im Februar 1934 verhaftet und zu einem Jahr Gefängnis verurteilt. Nach seiner Entlassung stand er lange Zeit unter Polizeiaufsicht. Von den Behörden wurde er für „wehrunwürdig“ erklärt. Ihm gelang es 1944, sich seiner Einberufung zum Volkssturm zu entziehen. Aufgrund fortgesetzter illegaler Arbeit wurde er am 15. April 1945 von der Gestapo verhaftet und in das Arbeitserziehungslager Radeberg gebracht. Dort verlief sich seine Spur. Erst 1946 wurde bei einer Untersuchung festgestellt, dass Oskar Mai im KZ Radeberg ermordet worden war. Sein Kenotaph befindet sich auf dem Dresdner Heidefriedhof.

## Gedenken
Am 20. November 1962 wurde die Frundsbergstraße in Dresden-Naußlitz in Oskar-Mai-Straße umbenannt. Die 133. Polytechnische Oberschule in Gorbitz erhielt den Ehrennamen „Oskar Mai“. Diese Schule wurde 2002 geschlossen.
Mais Lebenslauf ist Teil der biografischen Sammlung der 1947 gegründeten und 1953 in der DDR aufgelösten Vereinigung der Verfolgten des Naziregimes, die im Bundesarchiv verwahrt ist.